# New River (Saltonsee)
Der New River (spanisch Río Nuevo) ist ein 125 Kilometer langer Zufluss des Saltonsees im mexikanischen Bundesstaat Baja California und im US-Bundesstaat Kalifornien. Der Fluss entspringt in Mexiko und überquert bei Mexicali/Calexico die Grenze zu den USA. Die durchschnittliche Abflussmenge bei seiner Mündung in den Saltonsee beträgt 18 Kubikmeter pro Sekunde.
Der Fluss entstand 1907 beim Dammbruch des Colorado Rivers, bei dem gewaltige Wassermassen über mehrere Jahre hinweg in die Senke des späteren Salton Sea strömten. Einer der Abflusswege verlief über mexikanisches Gebiet und am damaligen Rand von Mexicali. Mexikanische Landwirte und zunehmend Industriebetriebe und die Gemeindeverwaltungen der angrenzenden und über die Jahrzehnte gewaltig wachsenden Städte nutzten das so entstandene Bett zur Entwässerung. Daraus ergibt sich der Name New River.
Der New River war lange der am stärksten verschmutzte Fluss der USA. Die Verunreinigung resultierte vor allem aus der Einleitung von Abfällen aus Landwirtschaft, Chemie und Industrie (Anteil der USA: 18,4 %, Anteil Mexikos: 51,2 %), den völlig ungeklärten Abwässern aus Mexicali (29 %) und anderen Betriebs- und Produktionsstätten in Mexiko (1 %). Die Verschmutzung stellte einen großen Teil der Belastung für das ökologische Gleichgewicht des Saltonsees dar.
Beginnend in den 1990er Jahren wurden grenzüberschreitende Anstrengungen zur Sanierung des Flusses unternommen. 2007 ging die neue Kläranlage von Mexicali in Betrieb, die zu 55 % von Kalifornien und 45 % von Mexiko finanziert wurde. Von einem auf den anderen Tag wurden rund 75 Millionen Liter hoch belastetes Wasser im Fluss durch dieselbe Menge geklärtes Wasser ersetzt. 
Schon seit 2001 wurden auf der US-Seite neue Feuchtgebiete an den Ufern angelegt, in dem Dämme zurück verlegt und gebietstypische Pflanzen angesiedelt wurden. Diese Feuchtgebiete wirken jetzt als zusätzliche biologische Kläranlagen und reduzieren die Bakterienbelastung und die Schwebstoffe im Fluss um 95–99 % (Stand 2014). Der New River gilt auch nach den bisherigen Sanierungsanstrengungen als belastet, dennoch werden die Ergebnisse als großer Erfolg bezeichnet.